# シックスメン
『シックスメン』は、山嵐による3枚目のアルバム。2001年2月14日発売。発売元はメガフォースコーポレーション。アナログ盤も同時に発売。

## 解説
- OGA-KID加入後初のアルバム

## 収録曲
1. 踊狂,獣,炎(DANCE BEAST&FIRE)(1:31) 
作詞：Kojima Satoshi、作曲：山嵐
2. TOP OF THE GAME(2:45)
作詞：Kojima Satoshi、作曲：山嵐
3. WIDE VISION(3:09)
作詞：Kojima Satoshi、作曲：山嵐
5thシングル。PV監督は中井泰太郎
4. 未知のパーフェクション(3:34)
作詞：Kojima Satoshi、作曲：山嵐
PV監督は谷口慎太郎
5. ハイグレードガイダンス (3:18)
作詞：Kojima Satoshi、作曲：山嵐
6. Good Dream(3:23)
作詞：Kojima Satoshi、作曲：山嵐
7. NEXT ROUND～依然ゆるぎない視点～(5:34)
作詞：Kojima Satoshi、作曲：山嵐
シングル「WIDE VISION」収録
8. ホログラム(4:15)
作詞：Kojima Satoshi、作曲：山嵐
4thシングル
9. 透明の砂漠(4:33)
作詞：Kojima Satoshi、作曲：山嵐
10. YAMAARA-C-HEAD featuring CORN HEAD(4:57)
作詞：Kojima Satoshi・CORN HEAD、作曲：山嵐
11. We just jammin'(3:38)
作詞：Kojima Satoshi、作曲：山嵐